# مالوکاچاکوو
مالوکاچاکوو (انگلیسی: Malokachakovo) یک شهرک در شهرستان کالتاسینسکی استان باشقیرستان کشور روسیه است.